# أليسون سينتنور
أليسون ماري سينتنور (من مواليد 18 فبراير 2004) لاعبة كرة قدم أمريكية محترفة، تلعب كلاعبة خط وسط أو مهاجمة مع فريق يوتا رويالز في الدوري الوطني لكرة القدم للسيدات (NWSL) ومنتخب الولايات المتحدة لكرة القدم للسيدات.
لعبت سينتنور موسمين في كرة القدم الجامعية مع فريق نورث كارولينا تار هيلز لكرة القدم للسيدات قبل أن يتم اختيارها من قبل رويالز في مسودة الدوري الوطني لكرة القدم للسيدات لعام 2024. لعبت مع المنتخب الوطني للشباب في جميع الفئات العمرية، وقادت منتخب الولايات المتحدة تحت 20 عامًا للفوز بالميدالية البرونزية في كأس العالم للسيدات تحت 20 عامًا 2024، وبعد ذلك حصلت على لقب أفضل لاعبة شابة في كرة القدم الأمريكية.

## نشأتها والمسيرة الجامعية
نشأت سينتنور في هانسون، ماساتشوستس، وبدأت لعب كرة القدم في سن الرابعة، وكان والدها يدربها في فريقها الأول. كانت تسجل أهدافًا كثيرة في صغرها لدرجة أنه كان يضعها في المرمى أو يسمح لها بالتسجيل فقط بقدمها اليسرى غير المسيطرة، مما ساعدها على تطوير راحة متساوية في كلا الجانبين.
```
انضمت إلى نادي هينغهام ساوث شور سيليكت في سن السادسة، وتدربت لاحقًا في بعض الأحيان مع فريق بوسطن بولتس للبنين.
[
6
]

لعبت أيضًا كرة الصالات، وهي نوع من كرة القدم داخل الصالات، مما ساعدها على تطوير لمستها في مساحة محدودة.
[
7
]
[
8
]
 التحقت بأكاديمية ثاير، وانضمت إلى فريق كرة القدم الجامعي في الصف الثامن، وأعادت تصنيفها لتخرج مبكرًا بعام واحد.
[
9
]
 في عام 2019 منحت البالغة من العمر 15 عامًا من قبل 
ميغان رابينو
 جائزة طفل العام الرياضي من قبل مجلة 
سبورتس إليسترايتد
.
```

### نورث كارولينا تار هيلز
تعرضت أليسون لتمزق في الرباط الصليبي الأمامي في أول مباراة لها قبل الموسم مع فريق نورث كارولينا تار هيلز في عام 2021. عادت إلى الملعب الجامعي في عام 2022، وسجلت في أول مباراة لها في الموسم العادي ضد ويلمنجتون. في موسمها الأول في السنة الأولى، احتلت المركز الثاني في الفريق برصيد 10 أهداف وأضافت تمريرتين حاسمتين في 25 مباراة حيث فازت نورث كارولينا بلقب الموسم العادي لمؤتمر الساحل الأطلسي. جاءت خمسة من أهدافها خلال بطولة الرابطة الوطنية لرياضة الجامعات للقسم الأول لكرة القدم لعام 2022 حيث وصلت نورث كارولينا إلى مباراة اللقب الوطني، حيث خسروا أمام فريق بروينز التابع لجامعة كاليفورنيا في لوس أنجلوس بنتيجة 3-2 في الوقت الإضافي. تم اختيارها في فريق مؤتمر الساحل الأطلسي الأول وفريق بطولة الرابطة الوطنية لرياضة الجامعات.
سجلت سينتنور أعلى معدل في الفريق بـ 11 هدفًا و7 تمريرات حاسمة في 23 مباراة في موسم 2023. وسجلت مساهمات في الأهداف في كل من مبارياتها السبع الأخيرة، بما في ذلك أربعة أهداف وثلاث تمريرات حاسمة في أربع مباريات من بطولة الرابطة الوطنية لرياضة الجامعات. وشاركت في جميع الأهداف الثلاثة في خسارتهم 4-3 في ربع النهائي أمام فريق جامعة بريغام يونغ،
```
تم اختيارها كأفضل لاعبة وسط في مؤتمر ساحل الأطلنطي، وفريق  فريق مؤتمر الساحل الأطلسي الأول، والفريق الثالث من مدربي كرة القدم المتحدة الأمريكية.
[
15
]
 اختارت التحول إلى الاحتراف بعد الموسم لكنها واصلت الدراسة عبر الإنترنت لإكمال شهادتها في عام 2024.
[
16
]
```

## مسيرتها الكروية

### يوتا رويالز
اختيرت سينتنور كأول لاعبة في درافت الدوري الوطني لكرة القدم للسيدات لعام 2024 من قبل فريق يوتا رويالز، العائد إلى الدوري بعد غياب دام أربع سنوات؛ وكانت هي وزميلتها في فريق نورث كارولينا، سافي كينغ، من أفضل الاختيارات. وقّعت عقدًا لمدة ثلاث سنوات. ظهرت لأول مرة في التشكيلة الأساسية في المباراة الافتتاحية ضد شيكاغو ريد ستارز. سجّلت أول هدف احترافي لها في 22 مارس، بتسديدة من زاوية منطقة الجزاء بعد مراوغة طويلة، حيث فاز رويالز 2-1 على أرضه ضد نورث كارولينا كوريج. بدأت اللعب كجناح في بداية الموسم، مسجلةً أو ساهمت في خمسة من أهداف يوتا السبعة الأولى، قبل أن تنتقل إلى دور صانعة الألعاب كلاعبة خط وسط مهاجمة في نهاية يونيو. فازت سينتنور بجائزتي أفضل لاعبة صاعدة وأفضل لاعبة في شهر يوليو، بعد تسجيلها ثلاثة أهداف وتمريرة حاسمة واحدة في أربع مباريات وقيادتها فريق رويالز، متذيل الدوري إلى صدارة مجموعته في كأس الصيف للسيدات في الدوري الوطني لكرة القدم للسيدات × الدوري المكسيكي للسيدات. أنهت موسمها الأول بتسجيلها 5 أهداف و5 تمريرات حاسمة في 23 مباراة في جميع المسابقات. حازت على لقب أفضل لاعبة هجومية في فريق يوتا رويالز، وكانت واحدة من ثلاثة مرشحين لجائزة أفضل لاعبة صاعدة في الدوري الوطني لكرة القدم للسيدات، حيث خسرت أمام كروا بيثون. في 18 أبريل 2025، سجلت سينتنور ثاني أحدث هدف فوز في تاريخ الدوري الوطني لكرة القدم للسيدات، حيث ضمنت لها ركلة جزاء في الدقيقة 90+10 الفوز 1-0 على فريق شيكاغو ستارز.

## مسيرة الدولية

### منتخب الولايات المتحدة الوطني للشباب
اختيرت سينتنور للتدريب مع منتخب الولايات المتحدة تحت 14 عامًا في سن 12 عامًا في يونيو 2016، وكانت أصغر لاعبة يتم استدعاؤها للمعسكر. وفي سن 13 عامًا، سجلت خمسة أهداف في مباراتين وديتين لمنتخب تحت 15 عامًا في ألمانيا في نوفمبر 2017. كما لعبت مع منتخب تحت 16 عامًا في ذلك العام، وكانت قيد الدراسة ضمن قائمة كأس العالم للسيدات تحت 17 عامًا 2018، ولكن في النهاية لم يتم اختيارها للانضمام إلى لاعبات أكبر منها بثلاث سنوات. كانت اللاعبة الأكثر قيمة في كأس ويفانغ الودية لفئة تحت 15 عامًا في الصين عام 2018. كانت هدافة فريق تحت 17 عامًا في عام 2019، وسجلت أيضًا هدفين في مباراتين لمنتخب تحت 18 عامًا ضد إنجلترا في بداية العام. في عام 2020 بسبب جائحة كوفيد-19، أُلغيت بطولة الكونكاكاف للسيدات تحت 17 عامًا وكأس العالم للسيدات تحت 17 عامًا لكرة القدم لفئتها العمرية.
بعد تعافيها من إصابة الرباط الصليبي الأمامي، شاركت سينتنور لأول مرة مع منتخب تحت 20 عامًا في كأس جنوب السيدات 2022، والتي فازت بها الولايات المتحدة. كانت واحدة من اللاعبات الأصغر سنًا اللاتي تم اختيارهن في قائمة كأس العالم للسيدات تحت 20 عامًا 2022 لكرة القدم. شاركت في جميع مباريات دور المجموعات الثلاث وسجلت في فوزهن الافتتاحي 3-0 على غانا. في العام التالي، شاركت في قيادة منتخب تحت 20 عامًا مع إليز إيفانز في بطولة الكونكاكاف للسيدات تحت 20 عامًا 2023. سجلت أربعة أهداف خلال البطولة، مما ساعد الولايات المتحدة على احتلال المركز الثاني خلف المكسيك والتأهل إلى كأس العالم للسيدات تحت 20 عامًا 2024 لكرة القدم.
مرتدية شارة القيادة، قادت سينتنور الولايات المتحدة إلى المركز الثالث في كأس العالم للسيدات تحت 20 عامًا 2024، وهي أفضل نتيجة للبلاد منذ عام 2012، مسجلة ثلاثة أهداف في سبع مباريات.[36] في الجولة الأولى من دور خروج المغلوب، سجلت الهدف الثاني في فوز 3-2 في الوقت الإضافي على المكسيك. في ربع النهائي متأخرة عن ألمانيا 2-0، عادت الولايات المتحدة في اللحظات الأخيرة من الوقت الأصلي بهدف من جوردين دادلي وهدف ذاتي أجبرته سينتنور في الدقيقتين 90+8 و90+9؛ في ركلات الترجيح، حولت سينتنور ركلتها الافتتاحية حيث تقدمت الولايات المتحدة. بعد خسارته أمام كوريا الشمالية، فاز المنتخب بالبطولة في النهاية، في نصف النهائي افتتحت سينتنور التسجيل في مباراة تحديد المركز الثالث، بفوز 2-1 على هولندا.[36] حصلت على الكرة البرونزية كثالث أفضل لاعبة في البطولة. بعد ظهورها الأول مع الفريق الأول في وقت لاحق من ذلك العام، تم اختيارها كأفضل لاعبة شابة في كرة القدم الأمريكية لعام 2024.

### منتخب الولايات المتحدة الوطني الأول
استدعت سينتنور من قبل المدربة إيما هايز لأول مرة للانضمام إلى المنتخب الوطني الأول في 18 نوفمبر 2024، قبل مباراتين وديتين دوليتين ضد إنجلترا وهولندا. وشاركت لأول مرة مع المنتخب الأول ضد إنجلترا على ملعب ويمبلي في 30 نوفمبر، حيث شاركت في المباراة في الدقيقة 88 كلاعبة بديلة عن ليندسي هوران في مباراة انتهت بالتعادل السلبي. في 20 فبراير 2025، شاركت لأول مرة كأساسي دولي وسجلت هدفها الأول مع الفريق، بتسديدة من مسافة بعيدة لتتقدم 2-0 ضد كولومبيا في كأس شي بيليفز 2025. بهدفين وتمريرة حاسمة، أصبحت سادس لاعبة تسجل مساهمات في الأهداف في جميع المباريات الثلاث في كأس شي بيليفز.

## حياتها الشخصية
سينتنور هي الأكبر بين ثلاثة أبناء لريتشارد ولي سينتنور. خلال نشأتها في هانسون، ماساتشوستس، تدرب عدة مرات مع لاعبات المنتخب الأمريكي سام ميويس وكريستين ميويس.